# Aeschynanthus argentii
Aeschynanthus argentii är en tvåhjärtbladig växtart som beskrevs av Mendum. Aeschynanthus argentii ingår i släktet Aeschynanthus och familjen Gesneriaceae. Inga underarter finns listade i Catalogue of Life.